# Clare Kilner
Clare Kilner ist eine britische Filmregisseurin. 

## Leben und Karriere
Die Britin Kilner wuchs in Argentinien während der Zeit des Schmutzigen Kriegs auf. In ihren 20ern arbeitete sie in Berlin in Theatern als Stage Managerin.
Als sie hörte, dass ein Bekannter Kurzfilme drehte, beschloss sie, dies auch zu versuchen. So entstand ihr erster Kurzfilm As I Walked Out One Midsummer Morning, eine Dokumentation über Laurie Lees Reise 1935 nach Spanien, ohne Budget und brachte sie dazu, Filmregisseurin werden zu wollen. Nachdem sie zuerst von allen britischen Filmschulen abgelehnt worden war, bewarb sie sich im folgenden Jahr mit dem Kurzfilm Saplings für den Film- und Fernsehregie-Kurs am Royal College of Art in London und erhielt ein Stipendium. Auf die Filmschule ging sie im Alter von 29 Jahren.
Ihr erster Spielfilm Janice Beard 45 WPM, den sie zusammen mit Ben Hopkins schrieb, verarbeitet Erfahrungen als Aushilfssekretärin. Er hatte Premiere in Cannes. Dort fand Kilner zu einer amerikanischen Künstleragentur. Nach einer amerikanischen Veröffentlichung von Janice Beard wurde sie von den Produzenten des Films How to Deal als Regisseurin engagiert. Diesem folgten die romantische Komödie Wedding Date und der Independentfilm American Virgin.
Mitte der 2010er wechselte sie zum Fernsehen, indem sie eine Episode für The Middle drehte und daraufhin von den Tomorrow Studios für Good Behavior engagiert wurde. Weitere einzelne Episoden folgten beispielsweise für Claws, Sneaky Pete und The Alienist. Am bekanntesten ist Kilner für ihre Episoden in House of the Dragon, die Kritikerlob erhielten und von denen eine für eine Emmy-Nominierung eingereicht wurde.

## Filmografie
- 1997–1998: EastEnders (Fernsehserie, 6 Episoden)
- 1999: Janice Beard 45 WPM (Film; auch Drehbuch)
- 2003: How to Deal – Wer braucht schon Liebe? (How to Deal, Film)
- 2005: Wedding Date (Film)
- 2009: American Virgin (Film)
- 2015: The Middle (Fernsehserie, 1 Episode)
- 2016–2018: Delicious (Fernsehserie, 4 Episoden)
- 2017: Good Behavior (Fernsehserie, 1 Episode)
- 2018–2019: Claws (Fernsehserie, 2 Episoden)
- 2019: Sneaky Pete (Fernsehserie, 2 Episoden)
- 2019: Diebische Elstern (Trinkets, Fernsehserie, 2 Episoden)
- 2019: Krypton (Fernsehserie, 1 Episode)
- 2019: Pennyworth (Fernsehserie, 1 Episode)
- 2020: The Alienist – Die Einkreisung (The Alienist, Fernsehserie, 3 Episoden)
- 2021: Snowpiercer (Fernsehserie, 2 Episoden)
- 2021: Debris (Fernsehserie, 1 Episode)
- 2021: Moskito-Küste (Mosquito Coast, Fernsehserie, 1 Episode)
- seit 2022: House of the Dragon (Fernsehserie)
- 2023: Gen V (Fernsehserie, 1 Episode)
- 2024: Fallout (Fernsehserie, 2 Episoden)

## Auszeichnungen und Nominierungen
für Janice Beard 45 WPM
- 1999: British Independent Film Awards: Nominierung für Douglas Hickox Award
- 1999: Dinard British Film Festival: Nominierung für Golden Hitchcock
- 2000: Cinequest San Jose Film Festival: Auszeichnungen als Best First Feature und mit Maverick Spirit Award
- 2000: Tokyo International Film Festival: Nominierung für Tokyo Grand Prix
- 2002: US Comedy Arts Festival: Auszeichnung als Best Feature mit dem Film Discovery Jury Award